# Gonçalo Mendes de Vasconcelos
 Gonçalo Mendes de Vasconcelos  (1320 – setembro de 1407) foi um fidalgo português, alcaide-mor de Coimbra por carta de 25.07.1373, senhor da Lousã e da terra de Soalhães, bem como da honra e quintã de Ruivães, no julgado de Vermoim, por carta régia de 28.02.1374, tendo sido também Meirinho-mor de Além Douro.
Foi ainda senhor da quinta da Cavalaria, em Vouzela, que lhe foi confirmada em 15.10.1358, e que seus descendentes venderiam à família Almeida em 1497, e dos morgadios de Arega, junto a Chão de Couce, Coimbra (em 07.08.1329, instituído a seu favor por seu tio materno, o bispo de Lisboa, D. João Afonso de Brito, com todos os bens que possuía na Beira) e de Fonteboa (em 01.06.1350, instituído a seu favor por outro tio materno, D. Martinho de Brito, arcebispo de Évora).
Foi nomeado também, por seu tio paterno Estevão Rodrigues de Vasconcelos, administrador do morgado por este instituído em 1308, que tinha como cabeça a quinta e torre de Vasconcelos. 
Nas palavras de Anselmo Braamcamp Freire, Gonçalo Mendes teve geração "muito dilatada, pois que dele descenderam todos os bons Vasconcelos".

## Biografia
Foi um homem notável do reinado de D. Fernando I, em cuja crónica é várias vezes nomeado. O monarca doou-lhe, de juro e herdade, a terra de Soalhães e outras no julgado de Vila Chã, e também as rendas da Lousã, em préstamo. O mesmo monarca também lhe confirmou o couto da sua honra e quintã de Nomães, em Ruivães, no julgado de Vermoim, como fora de seus antepassados.
Na sequência da morte de D. Fernando I, acompanhou em Dezembro de 1383 a sua sobrinha neta, D. Leonor Teles de Meneses, a Alenquer, onde ela se recolheu após o assassinato de João Fernandes Andeiro.
Na crise de 1383 - 1385, manteve-se sempre indeciso sobre o partido a tomar, apesar de dois dos seus filhos se terem logo juntado ao Mestre de Avis. Não obstante ter participado nas cortes de Coimbra de 1385, D. João I acabaria por o substituir na alcaidaria de Coimbra, compensando-o com a doação de juro e herdade do Reguengo de Cantanhede, por carta de 16.04.1385, onde é referido como "boõ cavaleiro, leal e verdadeiro". Esta doação seria substituída, em 20.04.1389, pela vila de Lousã, de juro e herdade.
Encontra-se sepultado em São Domingos de Coimbra, com um epitáfio onde se pode ler que "foi hum dos bons cavalleiros que ouve em seu tempo em Portugal".

## Relações familiares
Foi filho de Mem Rodrigues de Vasconcelos, que foi senhor da Torre de Vasconcelos, e de Constança Afonso de Brito.
Foi casado por duas vezes, a primeira com  Maria Afonso Telo, filha de Afonso Teles Raposo e de Berengária Lourenço de Valadares, de quem não se sabe com certeza se terá tido filhos. 
Do segundo casamento, com Teresa Rodrigues Ribeiro, herdeira do morgado de Soalhães, filha de Rui Vasques Ribeiro, 2.º senhor desse vínculo e de D. Margarida Gonçalves de Sousa (ou de Briteiros), teve:
1. João Mendes de Vasconcelos, senhor de Penela, Lousã e Soalhães (c. 1358 - 20.09.1440),[13] casou com D. Leonor Pereira, filha de D. Álvaro Gonçalves Pereira, prior da Ordem do Hospital.
2. Mem Rodrigues de Vasconcelos que foi Mestre da Ordem de Santiago e esteve na batalha de Aljubarrota, onde liderou "a ala direita dos Lusitanos"; é mencionado por Luís de Camões, no Canto IV de "Os Lusíadas".
3. Rui Mendes de Vasconcelos, foi senhor de Figueiró e Pedrógão e casado com Constança Álvares.